# Joséphine Hélin
Joséphine Hélin (* 5. Februar 2003 in Paris) ist eine französische Schauspielerin.

## Biografie
Hélin wurde am 5. Februar 2003 in Paris. Ihr Debüt gab sie 2016 in dem Fernsehfilm Pacte Sacré. Anschließend spielte sie 2017 in der Serie Juste un regard mit. Im selben Jahr wurde sie für den Film La deuxième étoile gecastet. Außerdem war sie 2020 in Adieu les cons zu sehen. 2021 bekam Hélin eine Rolle in Camping paradis.

## Filmografie
Filme
- 2017: La deuxième étoile
- 2020: Adieu les cons

Serien
- 2016: Pacte Sacré
- 2017: Juste un regard
- 2021: Camping paradis